# أبي فوق الشجرة (فلم)
أبي فوق الشجرة هو فيلم مصري بطولة عبد الحليم حافظ وعماد حمدي ونادية لطفي وميرفت أمين وهو من إنتاج عام 1969 ويعد من الأفلام المصرية المهمة. الفيلم قصة إحسان عبد القدوس وسيناريو سعد الدين وهبة ومن إخراج حسين كمال.
في هذا الفيلم غنى عبد الحليم حافظ خمس أغان هي قاضي البلاج والهوا هوايا، ويا خلى القلب، وجانا الهوى جانا، ومشيت على الأشواك. اعتبر وقتها من أقوى الأفلام الاستعراضية ومن أكثر الأفلام العربية تحقيقا للإيرادات في وقتها حيث استمر عرضه أكثر من 58 أسبوعا بدور العرض.

## الشخصيات الرئيسية
- عبد الحليم حافظ: عادل طالب جامعي، يقع في شباك أحد الراقصات في فترة قضائه لإجازته مع أصدقائه مما يسبب فقدان أصدقائه، يسعى في نهاية الفيلم إلى إنقاذ والده من يد أحد المومسات في نفس الملهى الليلي.
- نادية لطفي: فردوس راقصة تعمل في ملهى ليلى، تعجب بعادل فتوقعه في شباكها وتجعله يعيش معها في منزلها وتصرف عليه، تسعى في نهاية الفيلم إلى منع والده من استعادته.
- ميرفت أمين : أمال محبوبة عادل ذات الأفكار القديمة عن علاقة الرجل بالمرأة، تتهرب من التعبير عن حبها أو الانفراد معه، وتغير أفكارها في نهاية الفيلم.
- عماد حمدي: عبد الحميد والد البطل، يقع في شباك مومس أخرى في نفس الملهى الليلي عند الإنقاذ والبحث عن ابنه.
- سمير صبري: أشرف أحد أصدقاء السوء لعادل، يدفعه للذهاب إلى الملهى الليلي.
- نبيلة السيد: محاسن مومس في نفس الملهى الليلي، توقع والد عادل في شباكها، بدعوى مساعدته في البحث عن ابنه.
- ناهد سمير: والدة عادل.

## أهم الاختلافات بين الفيلم والقصة
الفيلم مأخوذ من قصة أبي فوق الشجرة إحدى قصص مجموعة دمي ودموعي وابتسامتي للكاتب إحسان عبد القدوس، وقد أجريت على القصة المعدة للفيلم بعض التعديلات التي لم يكن الكاتب راضياً عنها رغم قوله أنها كانت بسيطة، ولم يقل الكاتب ما هي هذه التعديلات، لكننا نلاحظ، بقراءتنا للقصة، شيئاً من هذه التعديلات.
أهم أوجه الاختلافات بين القصة، والفيلم هي:
| وجه الاختلاف      | الفيلم                                                | القصة الأصلية                                                                                               |
| ----------------- | ----------------------------------------------------- | --- |
| آمال              | يترك عادل آمال لرفض الأخيرة الخروج معه وحدهما.        | تتجاهل القصة ذلك تماماً، ويقوم عادل بترك آمال وباقي أصدقائه بمجرد ظهور الشلة السيئة من زملاء عادل في الكلية. |
| السفر إلى لبنان   | يسافر عادل مع فردوس إل لبنان.                         | هذا السفر لم يُذكر في القصة مطلقاً.                                                                           |
| عودة الأب مع عادل | يعود الأب مع عادل بعد أن يضرب ابنه مجموعة من الصفعات. | يعود الأب مع عادل بعد أن يقوم أفراد الشلة (أصدقاء عادل الطيبون) بالدخول في معركة في صالة فردوس.             |

إضافة إلى ذلك فإن القصة تحدد عمر عادل بعشرين سنة، وعمر فردوس الراقصة بخمس وثلاثين. ورغم أن عمر عادل في الفيلم 23 سنة، لكن عمر عبد الحليم الحقيقي أثناء تصوير الفيلم هو 39 سنة، في حين أن عمر نادية لطفي 32.

## فريق العمل
- إخراج : حسين كمال
- إنتاج : أفلام صوت الفن
- قصة : إحسان عبد القدوس
- سيناريو وحوار : إحسان عبد القدوس، سعد الدين وهبة، يوسف فرنسيس
- مساعد الأخراج : حسن إبراهيم، محمد عبد العزيز، أحمد يحيى
- مدير التصوير : وحيد فريد
- مدير الإنتاج : شفيق فريد
- موسيقى تصويرية : علي إسماعيل
- مونتاج : رشيدة عبد السلام
- ديكور : حلمى غريب
- مصمم رقصات : حماده حسام الدين
- اكسسوار : نجيب خورى
- التوزيع الداخلي : أفلام صوت الفن
- التوزيع الخارجي : كمال قاعور بيروت

## أغانى الفيلم
عزف الفرقة الماسية، والتوزيع الموسيقي لعلي إسماعيل:
| الأغنية       | المؤلف              | الملحن          |
| ------------- | ------------------- | --------------- |
| قاضى البلاج   | مرسي جميل عزيز      | منير مراد       |
| الهوى هوايا   | عبد الرحمن الأبنودي | بليغ حمدي       |
| يا خلي القلب  | مرسي جميل عزيز      | محمد عبد الوهاب |
| جانا الهوى    | محمد حمزة           | بليغ حمدي       |
| أحضان الحبايب | عبد الرحمن الأبنودي | محمد الموجي     |

## روابط خارجية
- أبي فوق الشجرة على موقع IMDb (الإنجليزية)
- أبي فوق الشجرة على موقع الدهليز
- أبي فوق الشجرة على موقع قاعدة بيانات الأفلام العربية
- أبي فوق الشجرة على موقع قاعدة بيانات الفيلم (الإنجليزية)
- أبي فوق الشجرة على موقع ليتربوكسد (الإنجليزية)
- أبي فوق الشجرة على موقع كينوبويسك (الروسية)